# Gerhard Prause
Gerhard Prause (* 16. Mai 1926 in Hamburg; † 2. Dezember 2004 ebenda) war ein deutscher Journalist, Literaturwissenschaftler und Historiker.

## Leben
Prause studierte an der Universität Hamburg Deutsche Literaturgeschichte, Deutsche Philologie, Geschichte und Philosophie. 1955 wurde er dort mit einer Arbeit über Adalbert Stifter promoviert. 
Bekannt wurde Prause als Autor der Zeit-Rätselserie Tratschke fragt: Wer war’s?. Das Pseudonym Tratschke erinnert bewusst an den Nachnamen des preußischen Haus- und Hofhistorikers Heinrich von Treitschke, der beim Bildungsbürgertum der Kaiserzeit und der Weimarer Zeit und auch noch der frühen Nachkriegszeit sehr bekannt war und dessen Name damals sprichwörtlich für genaues geschichtliches Faktenwissen (Jahreszahlen etc.) stand.

Niemand hat Kolumbus ausgelacht, Cover der dtv-Ausgabe von 1988, 4. Auflage 1991

Prause schrieb zahlreiche Essays, Fernsehdokumentationen und Sachbücher, die in viele Sprachen übersetzt wurden. Sein 1966 erschienenes Werk Niemand hat Kolumbus ausgelacht ist eines der ersten, die sich mit der Legendenbildung in der Geschichte befassen.

## Veröffentlichungen
- Das Problem der Schuld und die Möglichkeit des reinen Seins in der Dichtung Adalbert Stifters. Hamburg, Phil. F., Diss. v. 27. Juli 1955.
- Niemand hat Kolumbus ausgelacht – Fälschungen und Legenden der Geschichte richtiggestellt. Econ, Düsseldorf/Wien 1966; 7., neubearbeitete und erweiterte Auflage ebenda 1988; Nachdrucke ebenda, unter anderem 1996.[2]
- Die Großen, wie sie keiner kennt. Econ, München 1967.
- Genies in der Schule. Legende und Wahrheit. Literatur-Verlag, Berlin 2007, ISBN 978-3-8258-0105-2.
- Die kleine Welt des Jesus Christus. Was Theologen, Philologen, Historiker und Archäologen erforschten. Hoffmann und Campe, Hamburg 1981
- Dreißiger Kurzbiografien, illustriert von Manfred Limmroth. Lübbe, Berg. Gladbach, 1983. ISBN 3-7857-0349-X
- Vierziger Kurzbiografien, illustriert von Manfred Limmroth. Lübbe, Berg. Gladbach, 1983. ISBN 3-7857-0350-3
- Fünfziger Kurzbiografien, illustriert von Manfred Limmroth. Lübbe, Berg. Gladbach, 1983. ISBN 3-7857-0351-1
- Sechziger Kurzbiografien, illustriert von Manfred Limmroth. Lübbe, Berg. Gladbach, 1983. ISBN 3-7857-0352-X
- Siebziger Kurzbiografien, illustriert von Manfred Limmroth. Lübbe, Berg. Gladbach, 1983. ISBN 3-7857-0353-8
- Genies ganz privat. Tratschkes aktuelle Weltgeschichten. dtv, München 1997 ISBN 3-423-10623-9
- Tratschkes Lexikon für Besserwisser. Dichtung und Wahrheit in der Weltgeschichte. dtv, München 1997
- Herodes der Große. König der Juden. Heyne, München 1980 ISBN 3-453-55074-9
- Sechsundsechzig mal Wer war’s? Tratschkes Personenrätsel aus der 'ZEIT'. DTV, München 1985
- mit Thomas von Randow: Der Teufel in der Wissenschaft. Wehe, wenn Gelehrte irren: Vom Hexenwahn bis zum Waldsterben. Knaur, München 1989 ISBN 3-426-03878-1
- Fünfundfünfzig mal Wer war’s? Tratschkes Personenrätsel aus der 'ZEIT'. DTV, München 1986
- Der goldene Tratschke. Die 125 schönsten Geschichtsrätsel. VMA Verlag, Wiesbaden 2008, ISBN 978-3-938586-00-6
- Spuren der Geschichte. Mit Archäologen auf großen Grabungen. Knaur, München 1991 ISBN 3-426-03998-2
- Herodes der Große. Die Korrektur einer Legende. dtv, München 1992 ISBN 3-423-30337-9
- Vierundvierzigmal Wer war’s? Ullstein, Berlin 1994
- Tratschke fragt: Wer war’s? Heyne, München 1998
- Sie liebte nur den Kaiser. Tratschke fragt 75 mal: wer war’s? C. H. Beck, München 2001
- als Co-Autor: Die ZEIT. Welt- und Kulturgeschichte, Bd. 1: Anfänge der Menschheit und Altes Ägypten. Zeitverlag, Hamburg 2006 ISBN 3-411-17591-5